# Ricochet (film, 1991)
Pour les articles homonymes, voir Ricochet.
Pour plus de détails, voir Fiche technique et Distribution.
Ricochet est un film américain réalisé par Russell Mulcahy, sorti en 1991.

## Synopsis
Originaire du quartier défavorisé de South Los Angeles, Nick Styles a choisi de s'en sortir en s'engageant dans la police de Los Angeles, après avoir rencontré la belle Alice. Son ami d'enfance, Odessa, a pris un chemin opposé en devenant trafiquant de drogue. En 1983, Nick et son coéquipier Larry Doyle parviennent à arrêter le tueur Earl Talbot Blake et ont droit aux honneurs de la presse. Nick et Larry deviennent des héros et gravissent les échelons. Huit ans plus tard, en 1991, Nick Styles est devenu assistant du procureur de district médiatisé. Il est aujourd'hui marié à Alice avec laquelle il a eu deux filles. Mais en prison, Earl Talbot Blake ne l'a pas oublié et s'est associé à l'Aryan Brotherhood. Il a imaginé un plan terrible pour se venger de Nick Styles.

## Fiche technique
Sauf indication contraire, les informations mentionnées dans cette section peuvent être confirmées par la base de données cinématographiques IMDb,  présente dans la section « Liens externes ».
- Titre original et français : Ricochet
- Réalisation : Russell Mulcahy
- Scénario : Steven E. de Souza, d'après une histoire de Fred Dekker et de Menno Meyjes
- Musique : Alan Silvestri
- Photographie : Peter Levy
- Montage : Peter Honess
- Décors : Jaymes Hinkle
- Production : Michael Levy et Joel Silver

Coproduction : James Herbert et Suzanne Todd (en)
Production déléguée : Barry Josephson (en)
- Sociétés de production : HBO, Cinema Plus, Silver Pictures et Indigo Productions
- Sociétés de distribution : Warner Bros. (États-Unis), Metropolitan Filmexport (France)
- Pays d'origine :  États-Unis
- Durée : 105 minutes
- Genre : policier, thriller, action
- Dates de sortie :
  - États-Unis : 4 octobre 1991
  - France : 19 février 1992
- Classification : film interdit aux moins de 16 ans lors de sa sortie en salles en France

## Distribution
Légende : Version Française = VF et Version Québécoise = VQ
- Denzel Washington (VF : Jean-Pascal Quillichini ; VQ : Alain Zouvi) : Nick Styles
- John Lithgow (VF : Antoine Tomé ; VQ : Guy Nadon) : Earl Talbott Blake
- Ice-T (VF : Thierry Mercier ; VQ : Daniel Lesourd) : Odessa
- Kevin Pollak (VQ : Jean-Marie Moncelet) : l'inspecteur Larry Boyle
- Lindsay Wagner (VF : Anne Plumet) : D. A. Priscilla Brimlegh
- Mary Ellen Trainor (VQ : Marie-Andrée Corneille) : Gail Wallens
- Josh Evans (VQ : Sébastien Dhavernas) : Kim
- Victoria Dillard (en) (VQ : Hélène Mondoux) : Alice Styles
- John Amos (VF : Jean-Bernard Guillard ; VQ : Victor Désy) : Rev. Styles
- John Cothran Jr. (de) (VQ : Vincent Davy) : Conseiller Farris
- Linda Dona (VQ : Violette Chauveau) : Wanda
- Matt Landers (VQ : Denis Mercier) : Chef Floyd
- George Kee Cheung : un homme de Vaca
- Thomas Rosales Jr. : un homme de Vaca
- Jesse Ventura : Chewalski
- Starletta DuPois : Mme Styles
- Jim Ishida : un journaliste
- Miguel Sandoval : Vaca

## Production
Le scénario est initialement développé par Fred Dekker pour un nouveau film de la saga L'Inspecteur Harry, mais il est jugé trop sombre par Clint Eastwood. Fred Dekker développe cependant le projet avec le producteur Joel Silver et envisage de le réaliser lui-même avec Kurt Russell dans le rôle principal. Cependant, le projet de Fred Dekker ne dépasse pas le stade de la préproduction. Le scénario passe alors par plusieurs phases de réécritures, par Menno Meyjes puis Steven E. de Souza. La réalisation est finalement confiée à l'Australien Russell Mulcahy et le rôle principal à Denzel Washington.
Rutger Hauer est initialement envisagé pour incarner Earl Talbot Blake. Le rôle revient finalement à John Lithgow.
Le tournage a lieu de janvier à avril 1991. Il se déroule à Los Angeles (notamment à Watts, Hôtel de ville, Downtown Los Angeles).

## Accueil
Sur l'agrégateur américain Rotten Tomatoes, il récolte 72% d'opinions favorables pour 18 critiques et une note moyenne de 5,61⁄10.
Dans leur émission télévisée At the Movies, les critiques américains Gene Siskel et Roger Ebert décrivent le film comme « ridicule, maladroit, embarrassant, peu recommandable et dégoûtant, mais aussi élégant, ambitieux et ayant des dialogues intelligents ».
Le film n'est pas un immense succès au box-office. Il sort aux États-Unis le 4 octobre 1991 et engrange 4 831 181 $ pour son week-end d'ouverture, 2e meilleur résultat derrière The Fisher King : Le Roi pêcheur de Terry Gilliam. Il totalise finalement 21 756 163 $ de recettes aux Etats-Unis. En France, Ricochet a attiré 132 174 spectateurs en salles.

## Clins d’œil
- Mary Ellen Trainor interprète ici une journaliste nommée Gail Wallens. Elle interprétait le même personnage dans Piège de cristal (1988) de John McTiernan, également écrit par Steven E. de Souza[3].
- L'affrontement en prison entre John Lithgow et Jesse Ventura rappelle par de nombreux éléments (effets sonores, cadrage, épées, ...) le duel final d'un précédent film de Russell Mulcahy, Highlander[3].